# الورك (عمران)
الورك هي إحدى قرى الجمهورية اليمنية. تتبع جغرافيا لمحافظة عمران وإداريًا لمديرية عيال سريح. يبلغ تعداد سكانها 2580 نسمة حسب الإحصاء الذي أجري عام 2004.